# Lista de geleiras da Nova Zelândia

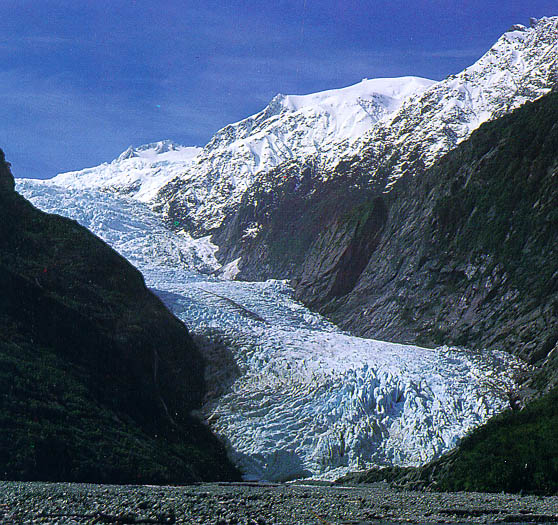
Geleira Franz Josef.

A Nova Zelândia contém muitas geleiras, em sua maior parte localizadas próximo à Divisão Principal dos Alpes do Sul na Ilha do Sul.
Um inventário das geleiras da Ilha do Sul durante os anos de 1980 indicaram que existiram cerca de 3.155 geleiras com uma área de pelo menos um hectare (2,5 acres). Aproximadamente um sexto destas geleiras cobria mais do que 10 hectares. Estas incluem:
- Geleira Fox
- Geleira Franz Josef
- Geleira Hooker
- Geleira Mueller
- Geleira Murchison
- Geleira Tasman
- Geleira Volta

Também existem 18 geleiras na Ilha do Norte, todas em Monte Ruapehu.
A reivindicação territorial da Nova Zelândia na Antártica, a Dependência de Ross, também contém muitas geleiras.